# (523629) 2008 SP266
(523629) 2008 SP266, também escrito como (523629) 2008 SP266, é um objeto transnetuniano que está localizado no Cinturão de Kuiper, uma região do Sistema Solar. Este corpo celeste é classificado como um cubewano. Ele possui uma magnitude absoluta de 5,8 e tem um diâmetro estimado de cerca de 304 km. O astrônomo Mike Brown lista este corpo celeste em sua página na internet como um candidato a possível planeta anão.

## Descoberta
(523629) 2008 SP266 foi descoberto no dia 26 de setembro de 2008 pelos astrônomos M. E. Schwamb, M. E. Brown e D. L. Rabinowitz.

## Órbita
A órbita de (523629) 2008 SP266 tem uma excentricidade de 0,119 e possui um semieixo maior de 40,889 UA. O seu periélio leva o mesmo a uma distância de 36,006 UA em relação ao Sol e seu afélio a 45,771 UA.